# بزرگراه ایالتی تگزاس ۵۹
بزرگراه ایالتی تگزاس ۵۹ یا SH 59 بزرگراه ایالتی است که از جکسبورو شروع و در سنت جوو در تگزاس به پایان میرسد.

## تاریخچه
اصلی SH 59 در تاریخ ۲۱ اوت ۱۹۲۳ بین Palacios و Midfield تعیین شد و جایگزین SH 19B شد.